# Pardalophora
Pardalophora es un género de saltamontes de la subfamilia Oedipodinae, familia Acrididae, y está asignado a la tribu Hippiscini. Este género se distribuye en Estados Unidos.

## Especies

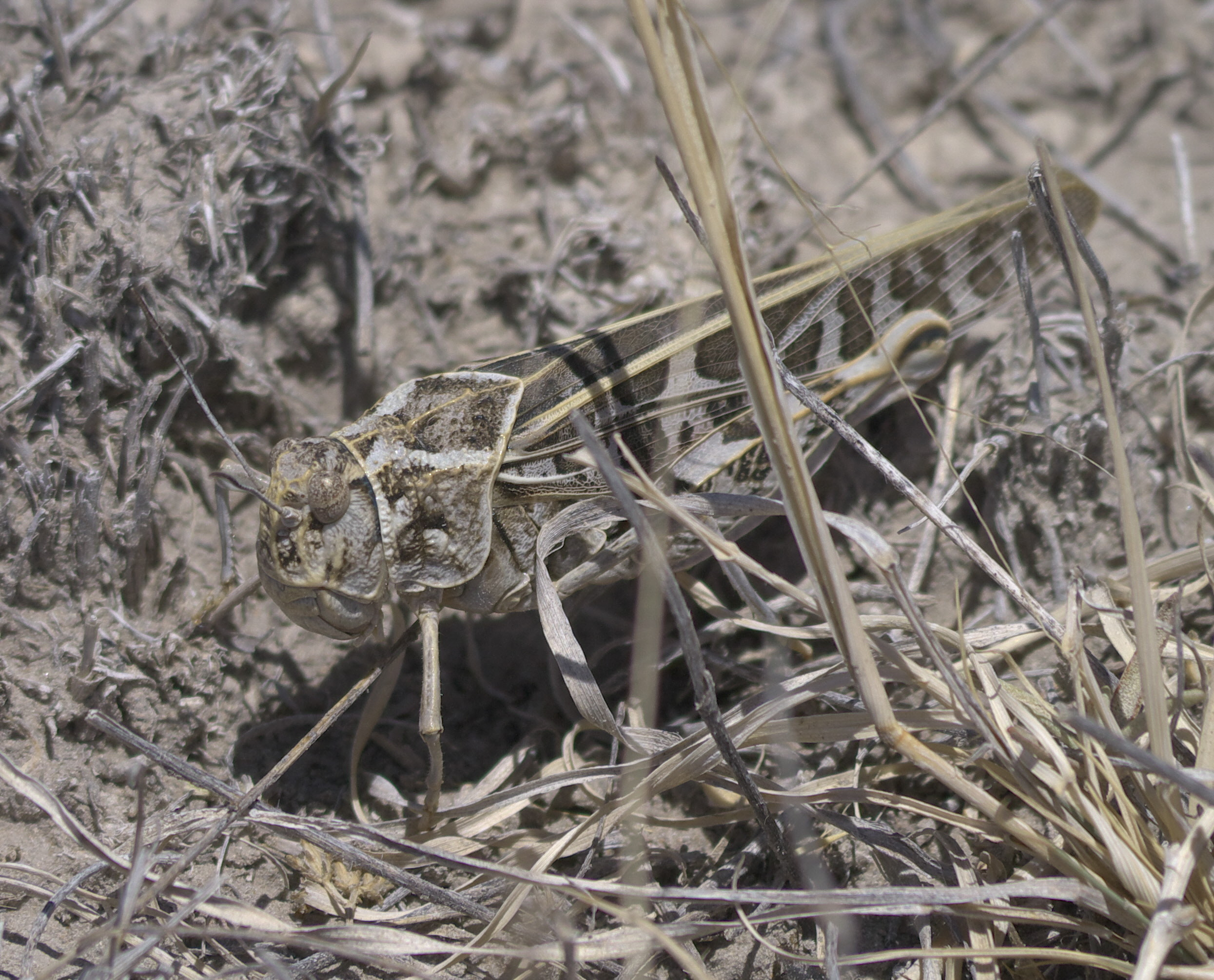
Pardalophora saussurei

Las siguientes especies pertenecen al género Pardalophora:
- Pardalophora apiculata (Harris, 1835)
- Pardalophora haldemanii (Scudder, 1872)
- †Pardalophora hungarica Poncrácz, 1928
- Pardalophora phoenicoptera (Burmeister, 1838)
- Pardalophora saussurei (Scudder, 1892)